# MÁVAG
MÁVAG (madžarsko Magyar Királyi Államvasutak Gépgyára - Madžarska kraljeva tovarna železniških lokomotiv) je bila madžarska tovarna parnih lokomotiv. Po drugi svetovni vojni je bila tovarna nacionalizirana, beseda kraljeva (Királyi) pa je bila iz imena odstranjena. Tovarna se je kasneje posvetila izdelavi lokomotiv z drugimi pogonskimi agregati, vendar na tem področju ni bila tako uspešna kot pri izdelavi parnih lokomotiv.
Leta 1959 se je tovarna združila s podjetjem Ganz, nastalo pa je novo podjetje Ganz-MÁVAG.